# Stazione di San Nazzaro
La stazione di San Nazzaro è una stazione ferroviaria posta sulla linea Cadenazzo-Luino a servizio della località omonima.

## Storia
La stazione venne aperta all'esercizio il 17 novembre 1882 contestualmente alla tratta Cadenazzo-Dirinella.

## Strutture e impianti

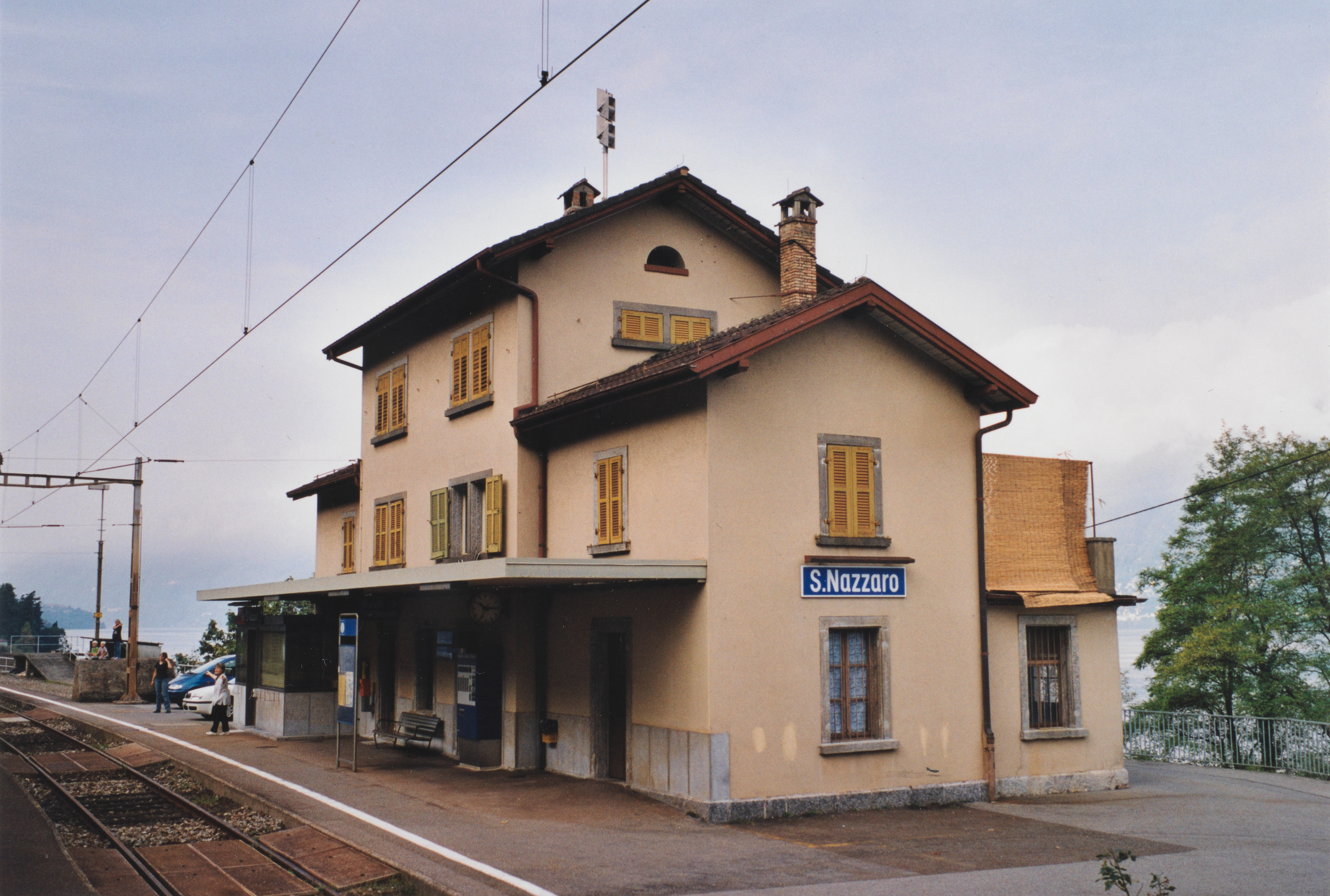
Nel 2002

La stazione è dotata di un fabbricato viaggiatori a cui è annesso anche l'ufficio movimento e di due banchine che servono i due relativi binari. Oltre al binario passante della linea, l'impianto è dotato altresì di un binario su tracciato deviato utilizzato per effettuare precedenze.

## Movimento
La stazione è servita, con cadenza bi-oraria, dai treni regionali della linea S30 della rete celere del Canton Ticino.

## Servizi
La stazione dispone di:
- Biglietteria automatica

## Interscambi
A 300 m dalla stazione si trova l'imbarcadero di S. Nazzaro, servito dalla Navigazione Lago Maggiore (NLM).
- Fermata battello (S. Nazzaro)